# Вокнаволок
Вокнаволок (на карелски: Vuokkiniemi) е село в състава на Костомукшки окръг на Република Карелия.

## Обща информация
Намира се на югозападния бряг на езерото Горно Куйто, на 59 km северно от град Костомукша.
Селото е исторически и културен паметник, историческо селище.
Вокнаволок е първото населено място от страната на Костомукша на границата с Беломорска Карелия с преобладаващо карелско население. Над 90 % от населението на селото са карели.
Известно е като едно от рунопевческите села, свързани с името на Елиас Льонрот, записал тук основната част руни и с имената на известните карелски рунопевци Пертунен. През 1991 г. в селото е издигнат паметник на рунопевеца Мийхкали Пертунен (скулптор Алпо Сайло).
През 1997 г. в селото е построена дървена църква „Пророк Илия“.
Запазена е братска могила на съветските бойци и партизани, загинали в годините на Съветско-финландската война (1941 – 1944).
Северозападно от селото се намира държавния национален парк „Калевалски“ – защитена природна територия, резерват с вековни борови гори.

## Население
| Година | Брой жители |
| ------ | ----------- |
| 2009   | 404         |
| 2010   | 427         |
| 2013   | 401         |

## Галерия
- Изглед на селото
- Училището
- Табела „Дом на селото“ (Kylatalo).
- Карелски музей в Дома на селото (Kylatalo) Вокнаволок.
- Карелски музей.
- Карелски музей.
- Карелски музей.
- Карелски музей.